# كوينتين جوريغوي
كوينتين جوريغوي (بالفرنسية: Quentin Jauregui)‏ (و. 1994  م) هو راكب دراجة هوائية فرنسي، ولد في كامبريه، شارك في طواف إسبانيا، مركز لعبه هو سيكلو كروس.

## سباقات أو مراحل فاز بها
| التاريخ        | السباق                                   | المركز                      |
| -------------- | ---------------------------------------- | --------------------------- |
| 01 يناير 2014  | كأس فرنسا لركوب الدراجات على الطريق 2014 | التاسع في تصنيف أفضل شاب    |
| 19 أبريل 2014  | طواف فينيستير 2014                       | السابع في التصنيف العام     |
| 03 أغسطس 2014  | بولينورماند 2014                         | الثالث في التصنيف العام     |
| 17 أغسطس 2014  | سباق النرويج 2014                        | السادس في تصنيف أفضل شاب    |
| 03 مايو 2015   | Grand Prix de la Somme 2015              | الفائز في التصنيف العام     |
| 24 يناير 2016  | طواف سان لويس 2016                       | التاسع في تصنيف أفضل شاب    |
| 15 مايو 2016   | تور دي بيكاردي 2016                      | الفائز حسب تصنيف المجموعة   |
| 04 مارس 2017   | ستراد بينك 2017                          | المرتبة 12 في التصنيف العام |
| 20 أغسطس 2017  | أوروآيز الكلاسيكي 2017                   | المرتبة 20 في التصنيف العام |
| 10 سبتمبر 2017 | طواف دوبس 2017                           | الثالث في التصنيف العام     |
| 11 فبراير 2018 | تروفيو لايقويليا 2018                    | المرتبة 11 في التصنيف العام |

## روابط خارجية
- كوينتين جوريغوي على موقع الاتحاد الدولي للدراجات (الإنجليزية)
- كوينتين جوريغوي على موقع أرشيف الدراجات (الإنجليزية)
- كوينتين جوريغوي على موقع إحصائيات الدراجات الإحترافية (الإنجليزية)
- كوينتين جوريغوي على موقع نسبة الدراجات (الإنجليزية)
- كوينتين جوريغوي على موقع CycleBase (الإنجليزية)